# 오바야시역
오바야시역(일본어: 小林駅, おばやしえき)은 일본 효고현 다카라즈카시에 있는 한큐전철 이마즈 선의 역이다. 오바야시는 "고바야시(こばやし)"라고 읽는 경우가 많지만 본 역 및 지명 독음은 "오바야시(おばやし)"이다. 역 번호는 HK-26이다.

## 역사
철도 개통 전까지는 니시노미야에서 본 역 인근까지 승합 마차가 운행되었고 고베 방면에서 다카라즈카로 향하는 관람객 등을 실었다.
- 1921년 9월 2일: 한신 급행 전철(현, 한큐전철) 사이호 선의 다카라즈카 ~ 니시노미야키타구치 역 구간 개통과 동시에 개설.
- 1926년 12월 18일: 사이호 선이 이마즈 선으로 명칭 변경.
- 1977년: 역사 신축.
- 2013년 12월 21일: 역 번호(HK-26) 도입.

## 역 구조
상대식 승강장 2면 2선의 지상역이다. 분기기, 절대 신호가 없어 정류장으로 분류된다. 역사는 니시노미야키타구치 방향 승강장 측의 지상부에 위치하고, 창구와 매점, 자동 매표기, ATM을 갖추고 있다. 각 플랫폼 사이에 과선교에 의하여 연결되고 과선교와 각 플랫폼을 각각 연결하는 엘리베이터가 설치되어 있다. 개찰구는 역사의 동쪽과 과선교 위의 서쪽 출입구의 2곳에 있다. 서쪽 출입구는 역무원의 배치에서 자동 개찰기만 설치되어 자동 매표기도 설치되지 않았다.

### 승강장
| 승강장 | 노선        | 방향 | 행선                                                                |
| ------ | ----------- | ---- | ------------------------------------------------------------------- |
| 서측   | ■ 이마즈 선 | 하행 | 다카라즈카・가와니시노세구치・나카야마칸논・기요시코진・미노오 방면 |
| 동측   | ■ 이마즈 선 | 상행 | 니시노미야키타구치・오사카・고베・이마즈 방면                       |

## 역 주변
주변은 한적한 주택가가 퍼져 있다.
- 오바야시 성심 여자 학원 초・중・고등학교
- 효고 현립 가와니시 고등학교 다카라즈카 양원교
- 다카라즈카 오바야시 우체국
- 다카라즈카 시립 니시 도서관
- 다카라즈카 시 니시 공민관
- 오바야시 플라워 가든
- 우시 오바야시점

## 사진

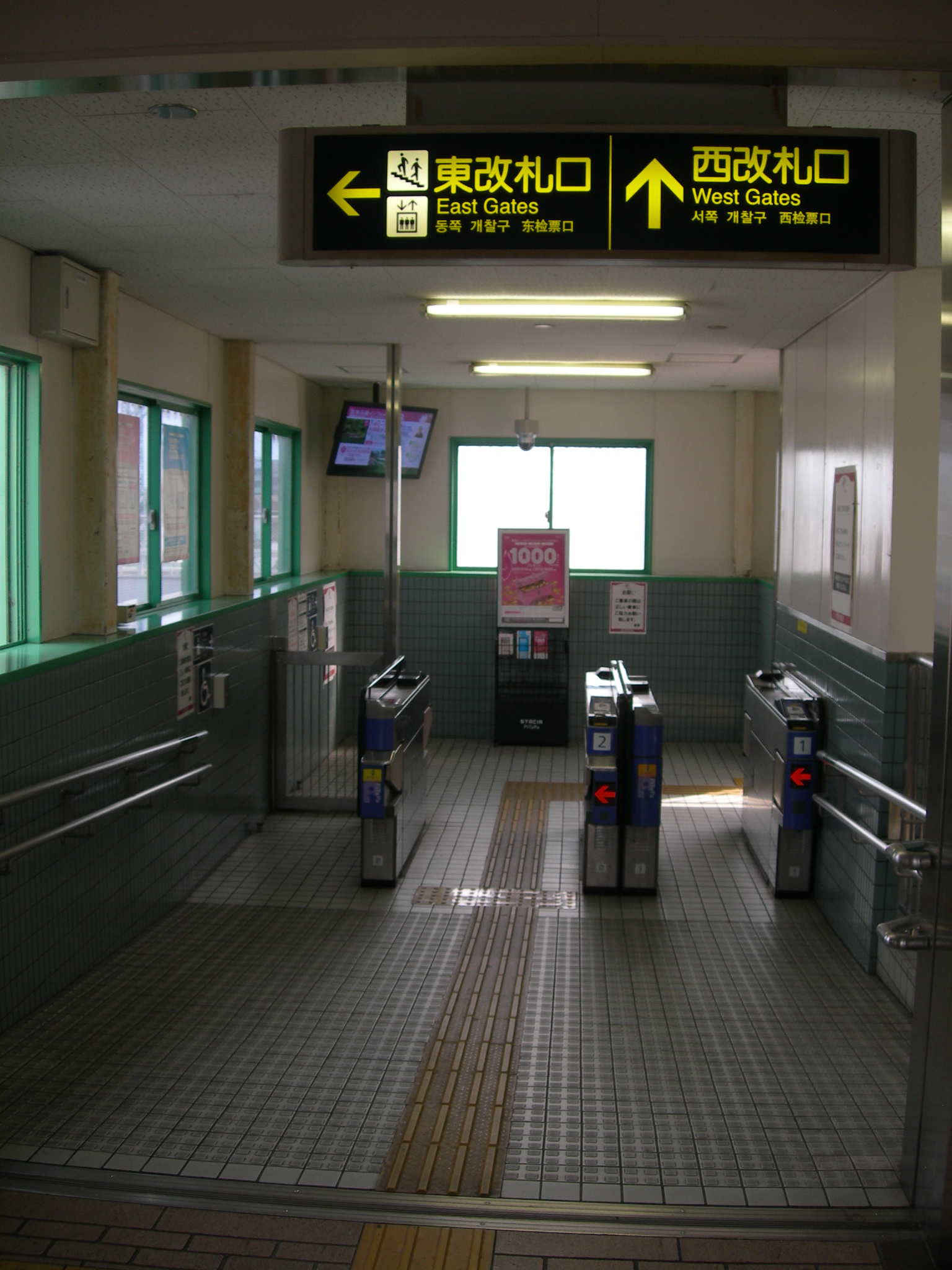
개찰구
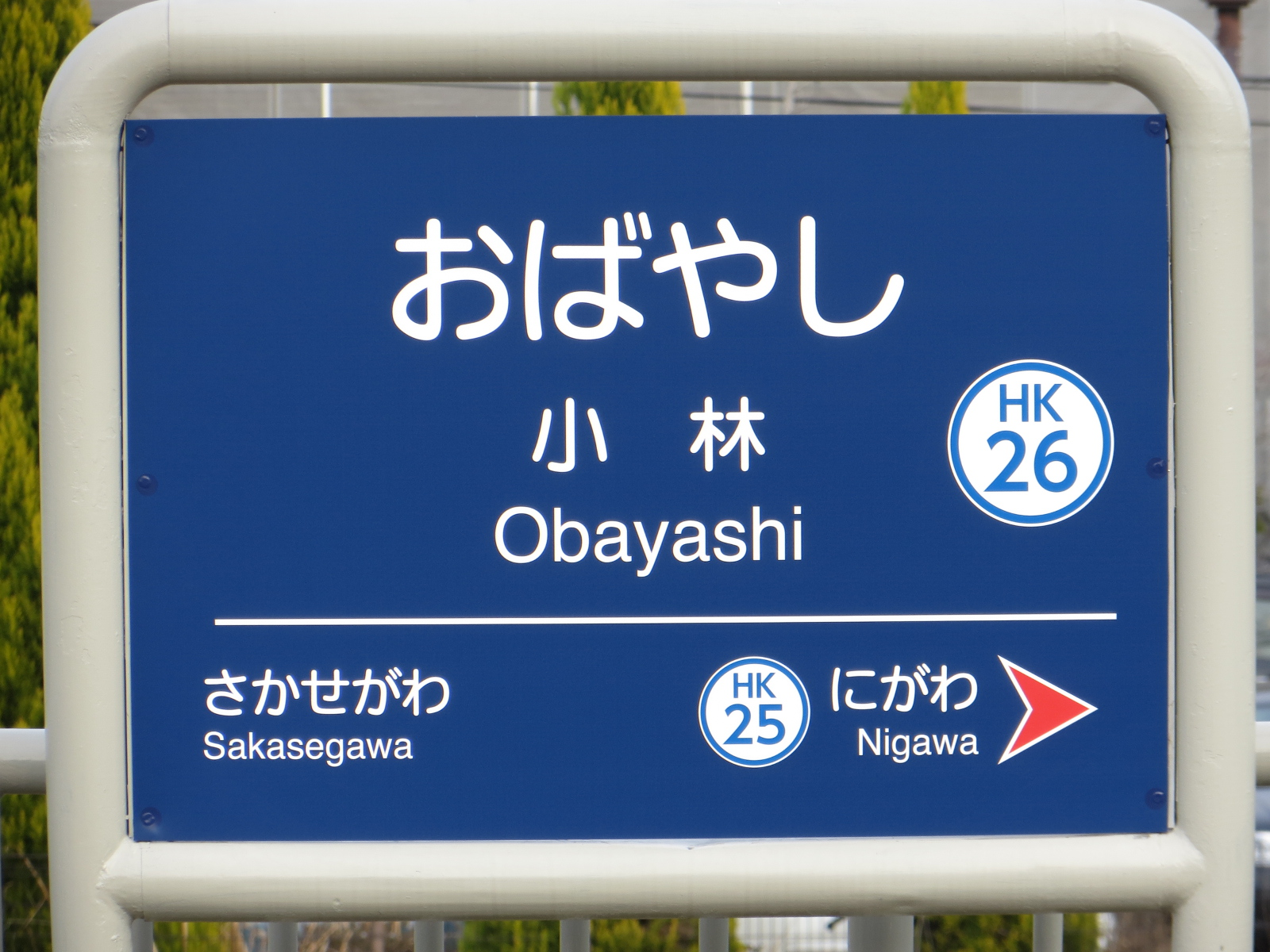
역명판

## 인접역
| 한큐 전철 ■ 이마즈 선(이마즈(북) 선) | 한큐 전철 ■ 이마즈 선(이마즈(북) 선)                | 한큐 전철 ■ 이마즈 선(이마즈(북) 선)         |
| ------------------------------------ | --------------------------------------------------- | -------------------------------------------- |
| HK-27 사카세가와 다카라즈카 방면     | ■ 직통특급 "아타고" ■ 준급(우메다 행만 운전) ■ 보통 | 니가와 HK-25 우메다・니시노미야키타구치 방면 |